# 河東郡 (慶尚南道)

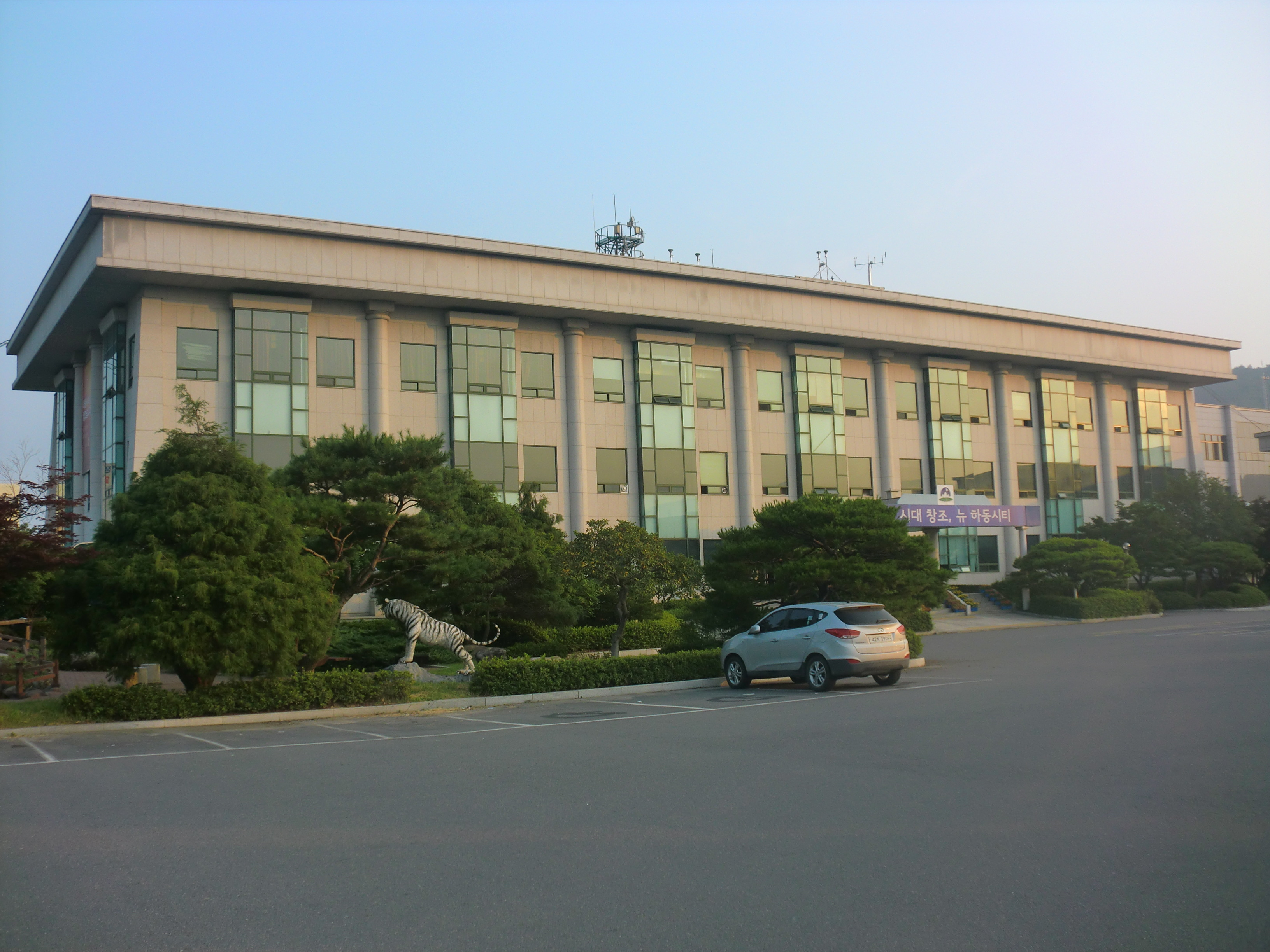
河東郡庁

河東郡（ハドンぐん）は、大韓民国慶尚南道の西部にある郡である。
蟾津江を挟んで西側を全羅南道と接している。

## 歴史
- 1702年（粛宗28年）- 岳陽県（現在の岳陽面・花開面）が河東郡に編入。
- 1704年（粛宗30年）- 河東都護府に昇格。
- 1895年6月23日（旧暦閏5月1日）- 都護府制が廃止されたと同時に、二十三府制が施行され晋州府河東郡に改編。[2]
- 1896年8月4日 - 十三道制施行により慶尚南道河東郡に改編。[3]
- 1906年1月19日 - 晋州郡青岩面と玉宗面を編入。
- 1914年4月1日 - 郡面併合により、昆陽郡西面・金陽面を編入。河東郡に以下の面が成立。[4]（14面）
  - 南面・古田面・良甫面・北川面・玉東面・加宗面・徳陽面・赤良面・内横甫面・岳陽面・東面・花開面・青岩面・金陽面

| 朝鮮総督府令第111号      |            |
| 旧行政区域               | 新行政区域 |
| 河東郡赤良面             | 赤良面     |
| 河東郡花開面             | 花開面     |
| 河東郡岳陽面             | 岳陽面     |
| 河東郡青岩面             | 青岩面     |
| 河東郡古県面、馬田面     | 古田面     |
| 河東郡内横甫面           | 内横甫面   |
| 河東郡西良谷面、外横浦面 | 良甫面     |
| 河東郡東面               | 東面       |
| 河東郡大也面、北面       | 北川面     |
| 河東郡雲谷面、北坪面     | 玉東面     |
| 河東郡加西面、宗化面     | 加宗面     |
| 河東郡徳陽面、八助面     | 徳陽面     |
| 昆陽郡西面               | 南面       |
| 昆陽郡金陽面             | 金陽面     |
- 1915年1月1日 - 全羅南道光陽郡多鴨面の一部が徳陽面に編入。[5]（14面）
- 1916年 - 内横甫面が横川面に改称。（14面）
- 1918年 - 東面が辰橋面に改称。（14面）
- 1928年4月1日 - 玉東面・加宗面が合併し、玉宗面が発足。[6]（13面）
- 1933年1月1日 - 金陽面を廃止。（12面）
  - 金陽面の一部（古龍里・良浦里・安心里）が辰橋面に編入。[7]
  - 南面および金陽面の残部（露梁里・大峙里・仲坪里・述上里）を金南面として編成。[7]
  - 徳陽面が河東面に改称。
- 1938年10月1日 - 河東面が河東邑に昇格。[8]（1邑11面）
- 1955年7月1日 - 玉宗面元渓里が晋陽郡水谷面に編入。[9]（1邑11面）
- 1966年5月12日 - 花開面に新興出張所を設置。[10]
- 1969年10月2日 - 青岩面に葦台出張所を設置。[11]
- 1983年2月15日 - 玉宗面中台里が山清郡矢川面に編入。[12]（1邑11面）
- 1986年1月13日 - 金南面に葛沙出張所を設置。[13]
- 1989年
  - 1月1日 - 金南面述上里が辰橋面に編入。[14]（1邑11面）
  - 4月1日 - 金南面葛沙出張所が金星面に昇格。[15]（1邑12面）
- 1994年11月16日 - 青森県上北郡天間林村と姉妹都市協定を結ぶ。[16]
- 1996年3月12日 - 花開面新興出張所が廃止。[17]
- 1998年9月4日 - 青岩面葦台出張所が廃止。[18]
- 2003年1月1日 - 青岩面の一部（弓項里・葦台里・檜信里）が玉宗面に編入。[19]（1邑12面）

## 行政

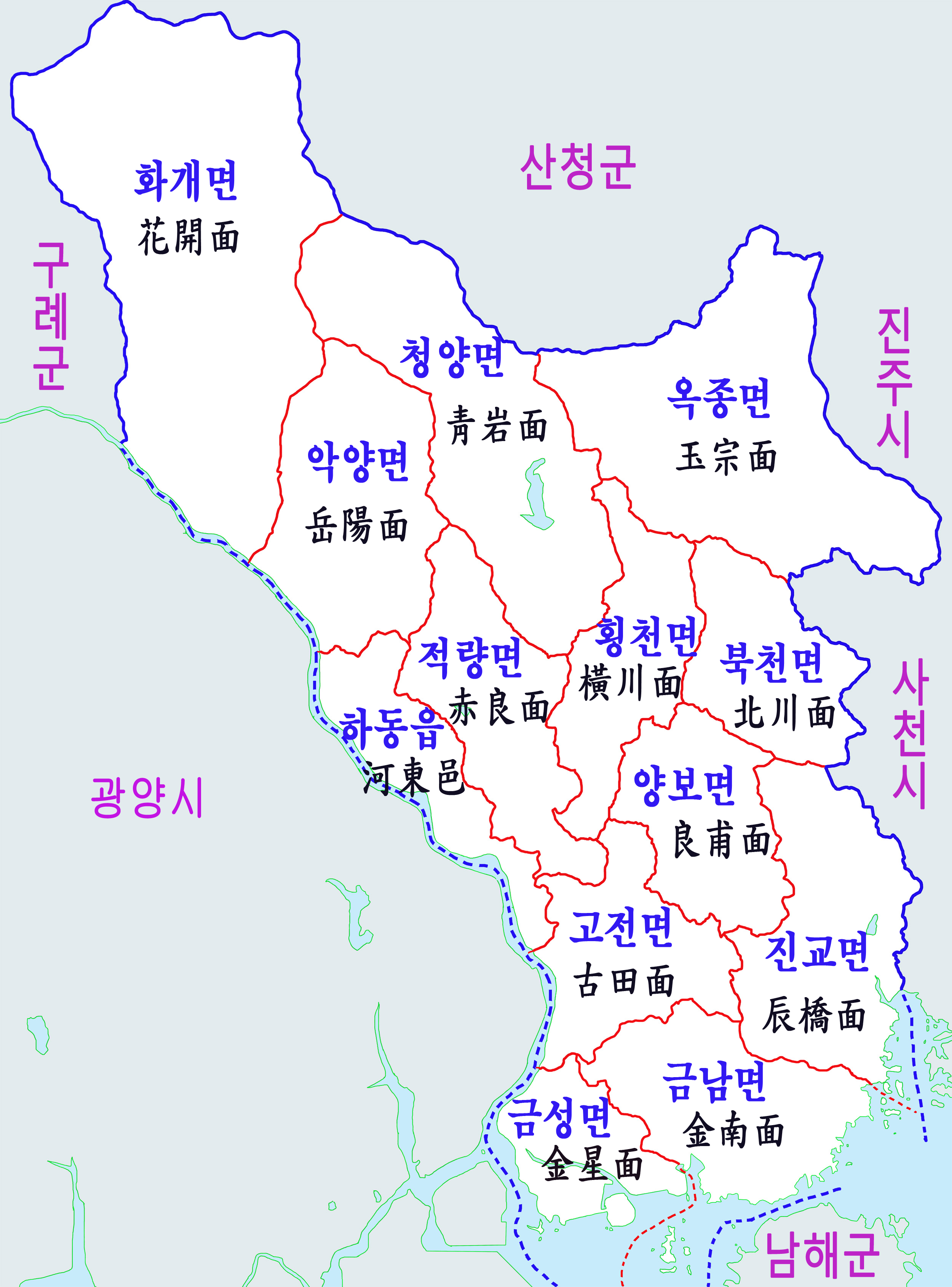
行政区域図

### 行政区域
| 邑・面 | 法定里 |
| ------ | --- |
| 河東邑 | 邑内里、広坪里、琵琶里、新基里、牧島里、興龍里、花心里、豆谷里                                                         |
| 古田面 | 泛鵞里、城川里、新月里、銭島里、大徳里、古河里、星坪里、銘橋里                                                         |
| 良甫面 | 雲岩里、長岩里、甘棠里、愚伏里、桶井里、朴達里、知礼里                                                                 |
| 北川面 | 芳華里、沙坪里、稷田里、玉亭里、西黄里、花亭里                                                                         |
| 玉宗面 | 青龍里、月横里、斗陽里、宗化里、文岩里、安渓里、屏川里、法大里、大谷里、北芳里、正水里、良邱里、弓項里、葦台里、桧信里 |
| 赤良面 | 館里、牛渓里、東里、西里、東山里、高節里                                                                               |
| 横川面 | 田垈里、艾峙里、如意里、横川里、月坪里、南山里、鶴里                                                                   |
| 岳陽面 | 美店里、丑只里、新垈里、新星里、新興里、中大里、東梅里、登村里、梅渓里、亭東里、亭西里、立石里、鳳台里、平沙里         |
| 辰橋面 | 辰橋里、白蓮里、安心里、古龍里、良浦里、冠谷里、月雲里、松院里、古梨里、述上里                                         |
| 花開面 | 富春里、徳隠里、塔里、三神里、井琴里、雲樹里、龍岡里、凡旺里、大成里                                                   |
| 青岩面 | 坪村里、明湖里、中梨里、上梨里、黙渓里                                                                                 |
| 金南面 | 仲坪里、大峙里、露梁里、松門里、大松里、徳川里、真正里、鶏川里、大島里                                                 |
| 金星面 | 可徳里、弓項里、高浦里、葛四里                                                                                         |

### 警察
- 河東警察署

### 消防
- 河東消防署（金城面）

## 教育

### 高等学校
- 河東高等学校
- 河東女子高等学校
- 玉宗高等学校
- 辰橋高等学校
- 金南高等学校

## 交通

### 鉄道
- 韓国鉄道公社（KORAIL）
  - 慶全線：北川駅 - 横川駅 - 河東駅

### 高速道路
- 南海高速道路
  - 河東インターチェンジ - 辰橋インターチェンジ

### 国道
- 国道2号
- 国道19号線 (韓国)（朝鮮語版）
- 国道59号線 (韓国)（朝鮮語版）

## 名所
- 智異山国立公園
- 閑麗海上国立公園
- 双磎寺
- 青鶴洞（伝統的な生活を営む智異山麓の集落）
- 崔参判宅（朴景利の歴史小説『土地』の舞台）
- 花開市場（花開ジャント）